# Динамо (хоккейный клуб, Куйбышев)
«Дина́мо» — ранее существовавший хоккейный клуб из Куйбышева.
Основан в 1947 году на базе ранее существовавших куйбышевских команд общества «Динамо» по футболу и хоккею с мячом.
«Динамо» является первой командой из Куйбышевской области, которая участвовала в первенстве СССР по канадскому хоккею — именно так назывался в Советском Союзе зимний вид спорта в свои первые два сезона.
Дебют хоккеистов во всесоюзных соревнованиях пришёлся на 1 января 1948 года. В этот день «Динамо» провело свой первый официальный матч первенства страны сезона 1947/48 во второй группе в Свердловске. Уральская команда «Динамо» в том поединке одержала крупную победу со счётом 15:1. «Историческую» первую шайбу куйбышевцев забросил Владимир Белоусов.
Состав «Динамо» Куйбышев в первой игре был таким: вратарь - Геннадий Тютнев; полевые игроки – Сергей Баловнев (капитан), Виктор Никулин, Сергей Мартемьянов, Николай Кошкин, Борис Овчаренко, Виктор Кривопалов, Георгий Байчуров, Владимир Белоусов, Борис Сотсков, Евгений Дубровин. Тренер – Константин Основин.
23 и 25 января команда впервые предстала перед своими болельщиками на ледяном поле стадиона «Локомотив» против архангельской команда «Спартак» (2:2, 5:0) при судействе куйбышевских футбольных арбитров Тавельского и Давыдова.
По итогам первенства команда заняла 5 место из 8 участников в зоне РСФСР. В 12 играх было одержано 2 (по другим источникам 3) победы при 3 (2) ничьих и разнице шайб 28—70. Также команда выиграла (3:2 и 2:0) у подмосковного «Зенита», который после этих матчей снялся с соревнований и результаты аннулированы.
В дальнейшем «Динамо» выступало в первенстве города.